# Neoechinorhynchus aldrichettae
Neoechinorhynchus aldrichettae är en hakmaskart som beskrevs av Edmonds 1971. Neoechinorhynchus aldrichettae ingår i släktet Neoechinorhynchus och familjen Neoechinorhynchidae. Inga underarter finns listade i Catalogue of Life.